# 周慧琳
周慧琳（1962年10月—），男，汉族，山东蓬莱人，中华人民共和国政治人物。在职研究生学历，教育学博士学位。

## 生平
1984年6月，加入中国共产党，1984年7月参加工作。曾任中共中央宣传部出版局巡视员、副局长，国家新闻出版广电总局副局长、党组成员，国家版权局专职副局长。2018年全国两会机构改革之后，担任国家广播电视总局副局长、党组成员。2018年5月，担任中共上海市委常委、宣传部部长。2022年1月，当选为上海市人大常委会副主任。